# Churchill Point
Der Churchill Point ist nordwestliche Ausläufer von Holl Island im Archipel der Windmill-Inseln vor der Budd-Küste des ostantarktischen Wilkeslands. 
Luftaufnahmen der US-amerikanischen Operation Highjump (1946–1947) und Operation Windmill (1947–1948) dienten seiner Kartierung. Das Advisory Committee on Antarctic Names benannte ihn 1963 nach Robert W. Churchill, Funker auf der Wilkes-Station im Jahr 1958.